# ウチュウノウサギ
『ウチュウノウサギ』は、勝田友彰のスタジオアルバム。

## 収録曲
1. ウチュウノウサギ
2. 竹田の子守唄
3. 故郷
4. 朧月夜
5. 浜辺の歌
6. 夏は来ぬ
7. 砂山
8. ETENRAKU 2001
9. 荒城の月
10. われは海の子

| スタブアイコン | サブスタブ | この項目は、まだ閲覧者の調べものの参照としては役立たない、アルバムに関連した書きかけの項目です。この項目を加筆・訂正などしてくださる協力者を求めています（P:音楽/PJ:アルバム）。 |